# بيندارو دي كارفاليو رودريغيز
بيندارو دي كارفاليو رودريغيز (بالإنجليزية: Píndaro de Carvalho Rodrigues)‏ (1 يونيو 1892 في ساو باولو – 30 أغسطس 1965 في ريو دي جانيرو) لاعب ومدرب كرة قدم برازيلي راحل . درب منتخب بلاده في بطولة كأس العالم لكرة القدم 1930 التي أقيمت في الأوروغواي وخرج من الدور الأول .